# Vindula rafflesi
Vindula rafflesi är en fjärilsart som beskrevs av Henry Maurice Pendlebury 1939. Vindula rafflesi ingår i släktet Vindula och familjen praktfjärilar. Inga underarter finns listade i Catalogue of Life.